# 브라이언 그레이저
브라이언 토머스 그레이저(Brian Thomas Grazer, 1951년 7월 12일 ~ )는 미국의 프로듀서이다. 2019년 세계시민상(Global Citizen Award)을 수상했다.(미국 대서양협의회, Atlantic Council)

## 참여 작품

### 영화

#### 프로듀서
- 뉴욕의 사랑
- 스플래시 (영화)
- 21세기 두뇌 게임
- 스파이 대소동
- 무장과 위험
- 우리 아빠 야호
- 유치원에 간 사나이
- 마이 걸 (영화)
- 파 앤드 어웨이
- 결혼 만들기 (1992년 영화)
- 부메랑 (1992년 영화)
- 사랑 게임 (1993년 영화)
- 마이 걸 2
- 페이퍼 (1994년 영화)
- 아폴로 13
- 말뚝상사 빌코
- 페이탈 피어
- 너티 프로페서 (1996년 영화)
- 체임버 (영화)
- 랜섬 (1996년 영화)
- 라이어 라이어
- 악의 꽃 (1997년 영화)
- 머큐리 (영화)
- 싸이코 (1998년 영화)
- 생방송 에드 TV
- 에디 머피의 라이프
- 보우핑거
- 너티 프로페서 2
- 그린치 (2000년 영화)
- 뷰티풀 마인드 (2001년 영화)
- 블루 크러쉬
- 8 마일
- 참을 수 없는 사랑 (2003년 영화)
- 더 캣 (2003년 영화)
- 실종 (2003년 영화)
- 프라이데이 나이트 라이츠 (영화)
- 신데렐라 맨
- 플라이트플랜
- 뻔뻔한 딕 & 제인
- 인사이드 맨
- 다빈치 코드 (영화)
- 아메리칸 갱스터 (영화)
- 체인질링 (영화)
- 프로스트 VS 닉슨
- 천사와 악마 (영화)
- 로빈 후드 (2010년 영화)
- 딜레마 (2011년 영화)
- 레스트리스 (2011년 영화)
- 카우보이 & 에이리언
- 타워 하이스트
- 제이. 에드가
- 러시: 더 라이벌
- 겟 온 업
- 뷰티풀 라이
- 하트 오브 더 씨
- 펠레: 버스 오브 어 레전드
- 인페르노 (2016년 영화)
- 아메리칸 메이드
- 나를 차버린 스파이
- 힐빌리의 노래
- 틱, 틱... 붐! (영화)
- 서틴 라이브즈
- 애프터 더 헌트

#### 총괄 프로듀서
- 사랑의 눈물
- 도어즈 (영화)
- 분노의 역류
- CB4
- 호기심 많은 조지 2
- 카스바

#### 각본
- 스플래시 (영화)
- 무장과 위험
- 결혼 만들기 (1992년 영화)

#### 음악 부서
- 아폴로 13

### 텔레비전

#### 총괄 프로듀서
- 펠리시티 (드라마)
- 미스 매치
- 24: 리뎀션
- 24 (드라마)
- 라이 투 미
- 프라이데이 나이트 라이츠 (드라마)
- 페어런트 후드
- 쥬니어는 문제아
- 못말리는 패밀리
- 엠파이어 (2015년 드라마)
- 와이 우먼 킬
- 천국의 깃발 아래

#### 프로듀서
- 안투라지 (2004년 드라마)
- 제84회 아카데미상
- 심슨 가족
- 안투라지 (2004년 드라마)
- 못말리는 패밀리
- 디스 이즈 어스